# ماهيندرا أيروسبيس
ماهيندرا إيروسبيس (Mahindra Aerospace) هي شركة فضاء هندية، وهي جزء من مجموعة ماهيندرا. وهي أول شركة خاصة هندية تصنع طائرات مدنية صغيرة لسوق الطيران العام الهندي. وهي حاصلة على شهادة الطيران والفضاء (ايه اس 9100 الإصدار دي) بأنها مستوفية لمعايير نظام إدارة الجودة الدولي لصناعة الطيران والفضاء والدفاع.

## روابط خارجية
- الموقع الرسمي
- Mahindra Aerospace to roll-out first aircraft by March 2011

قالب:Mahindra Group